# 智頭急行

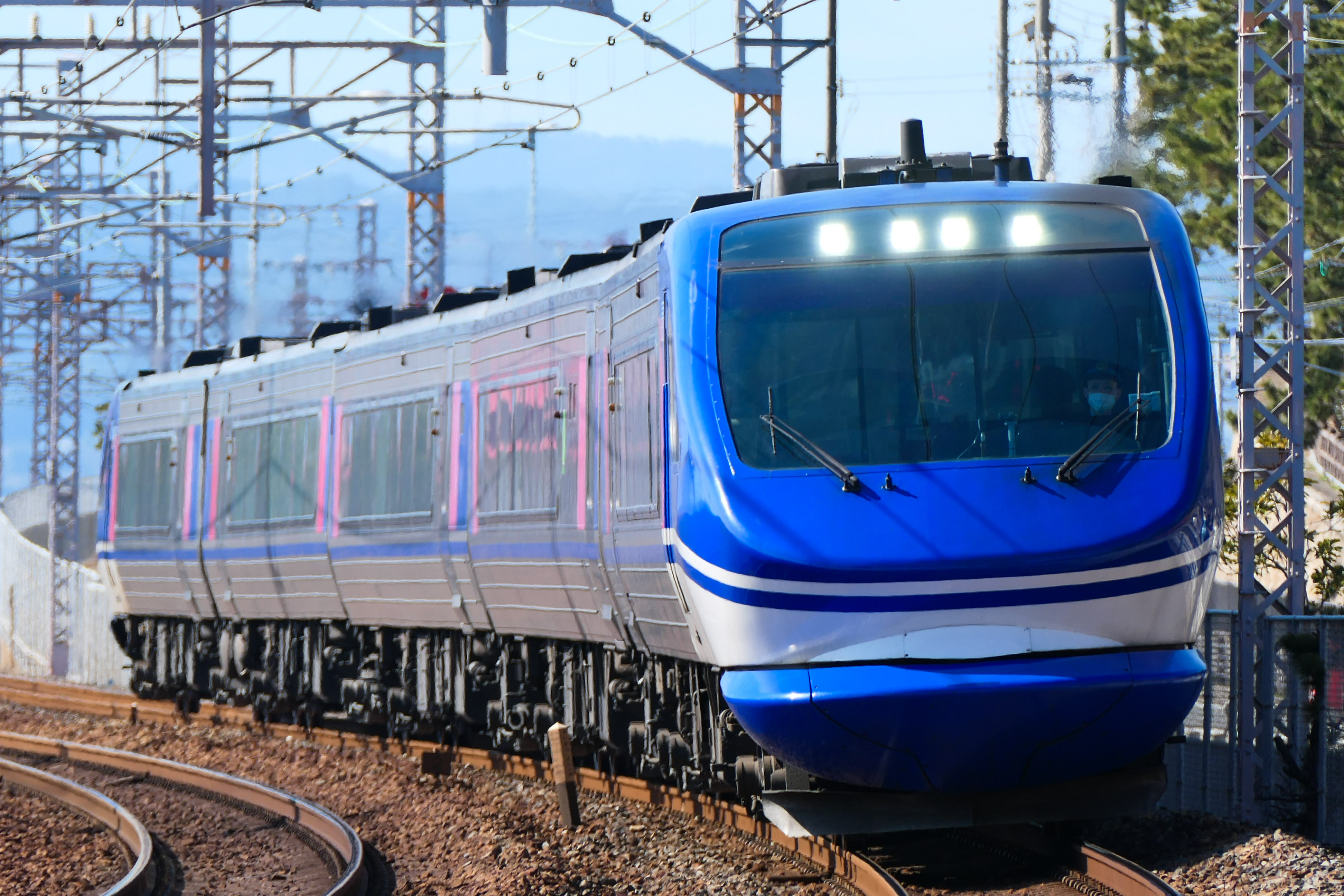
使用HOT7000系車輛、以六輛車為一個編組的特急列車「超級白兔」

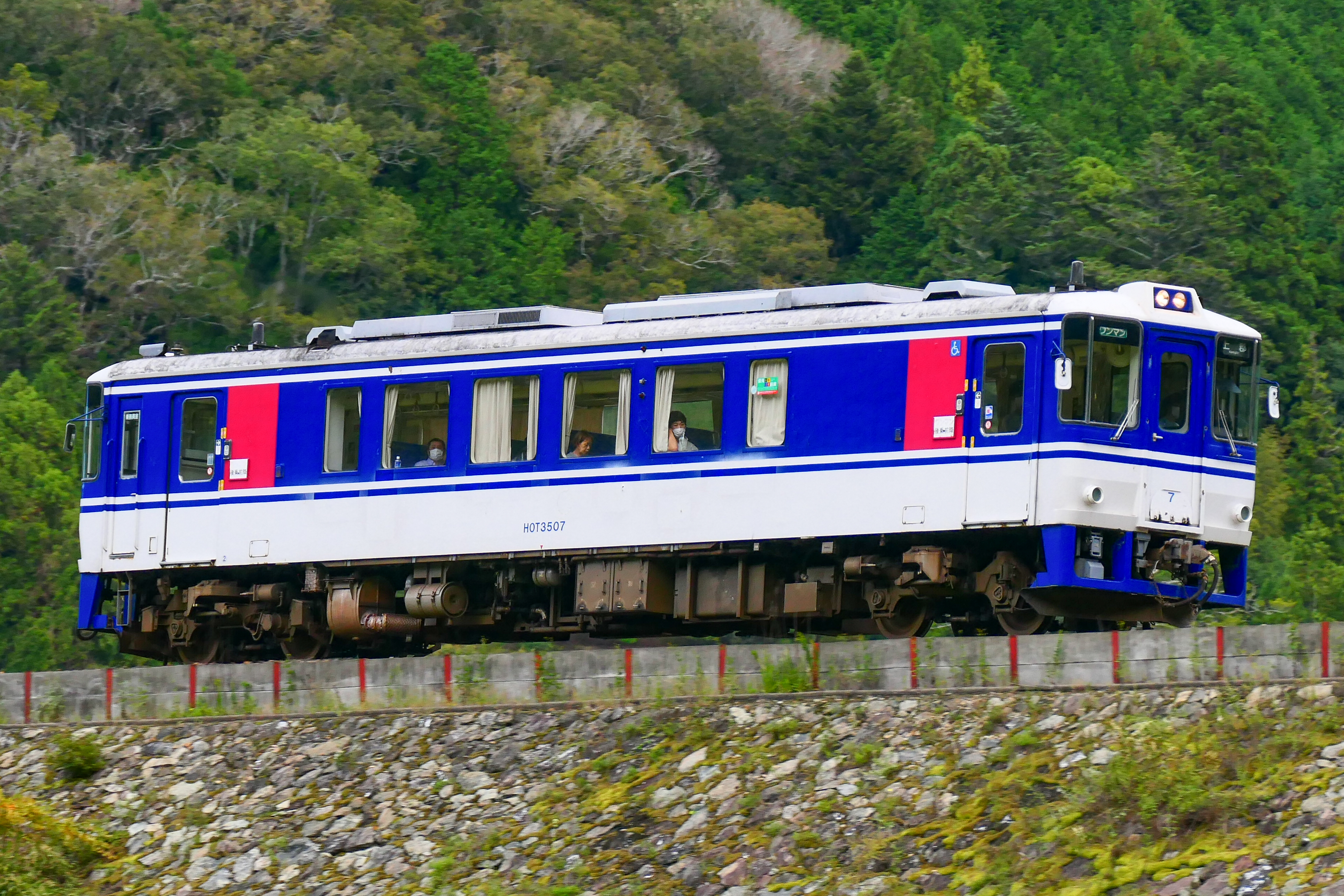
智頭線上的普通列車、兩輛為一個編組的HOT3500型柴聯車

智頭急行股份有限公司（日语：／ Chizu Kyūkō */?），簡稱智頭急行，縮寫CKK，是一家總部位於鳥取縣八頭郡智頭町的日本第三部門鐵路公司。智頭急行是為了接手日本鐵道建設公團修築到一半即凍結工程、路線跨越兵庫、岡山與鳥取三縣的智頭線，而在1986年5月31日時設立。其創設時的參與股東名單包括了路線經過的鳥取縣、岡山縣、兵庫縣三縣官方，與沿線經過的12個市村町及部分當地民間企業。該公司初創立時原名智頭鐵道，直到1994年時在智頭線實際完成建設即將通車的前夕，才改為智頭急行的現名。
在大部分都處於赤字狀態的日本各第三部門鐵路公司中，智頭急行因為擁有能連結鳥取縣與京阪神地區的特急列車「超級白兔」（スーパーはくと）等獲利頗豐的車班，而成為收益僅次於北越急行的賺錢公司，是其較為特殊之處。

## 歷史
智頭線是日本國有鐵道原本規劃作為陰陽連絡路線（也就是連結山陽與山陰地方的鐵路線）的多條規劃路線之一，其計畫甚至可以回溯到1892年（明治25年），作為一條可以穿越中國山地、連結鳥取與姬路的輔助路線。1966年（昭和41年）智頭線正式動工，但在進入1980年代之後因日本國鐵的營運日漸惡化，而制訂了日本國有鐵道經營再建促進特別措置法（常簡稱為「國鐵再建法」），其中針對還在建設中的地方開發線與已經存在的地方幹線進行運量檢討，將通車後預計每日運量低於4,000人的路線凍結或廢線，而智頭線則是以非常接近最低底線的3,900人/日運量，在建設用地取得95%、路基建設完成30%、路軌鋪設完成10%的狀態下遭到凍結。
1983年時新任鳥取縣知事西尾邑次上任，提出將凍結中的智頭線以第三部門方式營運的方案，並委託專業單位進行前期研究。初步的研究結果顯示如果只靠智頭線沿線的旅運需求，智頭線在通車後將會處於赤字狀態，但如果將與日本國鐵聯營的特急列車加入考量，則有機會打平收支甚至獲利。鳥取縣方面提出的方案陸續獲得兵庫縣與岡山縣這兩個通過路線上的重要單位支持之後，在1985年1月10日組成「智頭線建設促進期成同盟會」，開始進入公司設立的籌備階段。
- 1986年（昭和61年）5月31日：智頭鐵道正式成立。總公司設址於鳥取縣鳥取市。
- 1994年（平成6年）
  - 6月17日：更改社名為智頭急行。
  - 12月3日：智頭線正式通車。
- 2009年（平成21年）4月1日：公司搬遷至鳥取縣八頭郡智頭町（智頭車站前）。

## 經營路線
| 中文線名 | 日文線名 | 起點 | 終點 | 距離（公里） |
| -------- | -------- | ---- | ---- | ------------ |
| 智頭線   |          | 上郡 | 智頭 | 56.1         |

## 使用車輛
智頭急行所擁有的車輛型號都是以「HOT」作為起頭，這三個英文字母實際上是智頭線途經的三個縣分之縣名字首——兵庫（H）、岡山（O）與鳥取（T）——之集合。
- HOT7000系柴聯車：HOT7000系是智頭急行所使用的特急專用車種，主要擔負「超級白兔」（スーパーはくと）的班次任務。至於智頭急行與西日本旅客鐵道（JR西日本）聯營、主要是往返於鳥取與岡山縣之間的特急列車「超級因幡」（スーパーいなば），則是使用JR西日本所擁有的187系柴聯車。
- HOT3500型柴聯車：HOT3500型主要是作為智頭線之普通列車，但除了智頭線之外，也行駛於智頭與鳥取間，屬於JR西日本的因美線。